# Паньшань
Паньшань (кит. упр. 盘山, пиньинь Pánshān) — горы с древним архитектурным ландшафтом площадью более 100 км², среди известнейших в Китае, находятся на севере территории города центрального подчинения Тяньцзинь, в уезде Цзисянь (порядка 80 км к востоку от Пекина). Самый высокий пик Гуаюэ (около 860 м). Своё имя горы Паньшань получили при династии Восточная Хань, при династиях Мин и Цин здесь построены 73 буддийских храма и 13 пагод. Император Цяньлун, восхищаясь этой местностью, написал 1366 стихов. В первой половине XX века в результате военных действий горы Паньшань были ввергнуты в разруху и забвение, пока с 1990-х не началось восстановление.

## Буддистские постройки
- Храм Тяньчэн (天呈寺, «Храм небесного явления», ранее назывался Фушань) — построен, по всей вероятности, при династии Тан.
- Храм Юньчжао (雲罩寺, «Храм, окутанный облаками», до 1602 г. назывался Лицзин) — построен Даоцзуном на вершине Гуаюэ (ранее называлась «Вершиной спускающегося дракона») при правлении Тайхэ (династия Тан). Восстановлен при правлении Ваньли (династия Мин).
- Храм Ваньфо (万佛寺, «Храм десяти тысяч будд») — имеет более 10 тыс. маленьких статуэток будд).
- Храм Ваньсун (万松寺, «Храм десяти тысяч сосен») — построен при династии Тан.
- Храм Северный Шаолинь (император Жэньцзун переименовал его в «северный» в 1315 г, первоначально храм назывался Фасин) — здесь Сюэянь-Фуюй преподавал военное искусство.
- Храм Цяньсян — отстраивается заново (2009 г).
- Дагоба Древнего будды (высота 22.6 м)
- Дагоба Дипамкары будды — построена в 712 г. Чжиюанем, который поместил в ступу 60 буддийских реликвий и набор зубов буддистов.
- Дагоба Множества Драгоценностей Будды — на горе Луншоу.
- Руины храма Чженфа (до правления Канси из династии Цин назывался Чжунпань) — разрушен японцами в 1942 году (ибо там располагался завод по производству ручных гранат)
- и многое другое…